# Infermieristica di area critica
L'infermieristica di area critica è il campo dell'assistenza infermieristica incentrato sulla cura dei pazienti critici o instabili a seguito di lesioni estese, interventi chirurgici o malattie potenzialmente letali. Gli infermieri di terapia intensiva lavorano in molti settori, come unità di terapia intensiva, unità di terapia intensiva cardiologica, unità ustioni, pediatria e alcuni reparti di emergenza del centro traumatologico.